# Maneron
Maneron is een bestuurslaag in het regentschap Bangkalan van de provincie Oost-Java, Indonesië. Maneron telt 3456 inwoners (volkstelling 2010).